# Etha striata
Etha striata är en stekelart som först beskrevs av Cameron 1905.  Etha striata ingår i släktet Etha och familjen brokparasitsteklar. Inga underarter finns listade i Catalogue of Life.